# ماكس اسكنازى

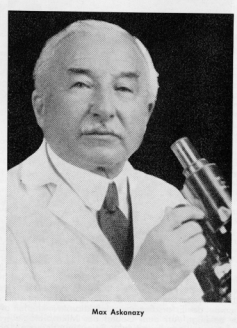
ماكس اسكنازى (1865-1940)

ماكس اسكنازى (24 فبراير 1865،  نستروف، بروسيا الشرقية – 23 أكتوبر 1940، جنيف، سويسرا) كان طبيبًا ألمانيًا سويسريًا.
.في عام 1890 حصل على شهادة الدكتوراه في الطب من جامعة كونيغسبرغ، حيث عمل لعدة سنوات في المعهد الباثولوجي. في عام 1903 حصل على لقب بروفيسور. في عام 1905 خلفه فريدريش فيلهلم زان (Friedrich Wilhelm Zahn) (1845-1904)، كأستاذ في علم الأمراض العام في جامعة جنيف، وهو المنصب الذي استمر فيه حتى عام 1939.
قدم اسكنازى مساهمات في مجالات علم الدم وعلم الطفيليات، كما أجرى أبحاثًا مهمة حول أمراض العظام وتشكيل الأورام عند البشر. في عام 1898 كان أول عالم يصف خلايا هورتله (Hürthle cell)، وفي عام 1904 كان أول من ربط التهاب العظام الليفي الكيسي بأورام غدة جارة الدرقية. في عام 1921، قدم وصفا مبكرا لهيئة شومان (Schaumann body) (kalkdrusen)، وبعد ذلك بعامين، كان أول من وصف ورم سرطان الكرش المعدي.

## الأعمال المكتوبة
كان مؤلفًا لنحو 170 عملاً علمياً. فيما يلي بعض من كتاباته الرئيسية:
- Zur Regeneration der quergestreiften Muskelfasern, 1890 - For the regeneration of الخلية العضلية.
- Ueber Ostitis deformans ohne osteoides Gewebe. Arbeiten aus dem pathologisch-anatomischen Institut zu Tübingen, 1904, 4. 398-422 - On مرض بادجيت without عظماني tissue.
- Pathologische Anatomie : Ein Lehrbuch für Studierende und Ärzte, 1911 - علم الأمراض التشريحي: a textbook for students and physicians.
- Blut, Knochenmark, Lymphknoten, Milz. 1 Handbuch der speziellen pathologischen Anatomie und Histologie/ Bd. 1, T. 1, Blut, Lymphknoten / edited by Max Askanazy, 1926 - Blood, نخاع العظام، عقدة لمفاوية، طحال.[4]